# Howard Sutherland
Howard Sutherland (Kirkwood, 1865. szeptember 8. – Washington, 1950. március 12.) az Amerikai Egyesült Államok szenátora (Nyugat-Virginia, 1917–1923).